# Nausea Knob
Der Nausea Knob (englisch für Übelkeitsknubbel) ist ein markanter Vorsprung durcheinanderliegender Lavaformationen auf der antarktischen Ross-Insel. Er ragt in 3633 m Höhe am Nordwesthang des aktiven Gipfelkraters von Mount Erebus auf. 
In den 1970er Jahren gab es in seiner Nähe einen Lagerplatz für Wissenschaftler, die auf dem Mount Erebus arbeiteten. Namensgebend für ihn ist der Umstand, dass zahlreiche dieser Wissenschaftler aufgrund der Höheneinwirkung an Übelkeit litten.